# Josep Maria Vilà i Gandol
Josep Maria Vilà i Gandol (Sant Feliu de Guíxols, Baix Empordà, 19 de novembre de 1904 – Girona, 18 de març de 1937) fou un compositor de sardanes.
Va estudiar música a Montserrat i després fou el deixeble predilecte de Juli Garreta. La seva obra musical és d'alta qualitat. En el moment de la seva mort prematura era un dels futurs grans valors de la sardana.
A més de les seves sardanes, destaquen les seves composicions El timbal del Bruc (episodi simfònic per a tres cobles, 1929), Scherzo (1926) La filadora (1927) (ambdues per a una cobla), així com l'obertura per a l'obra lírica L'endemà de bodes. Com a instrumentista actuà els anys 1927‑28 de segon tenora de la cobla Guixolense. També actuà de pianista.